# Am Rank (Röhmsee)
Der nach einem früheren Besitzer Röhmsee genannte Baggersee ist ein mit Verordnung des Regierungspräsidiums Stuttgart vom 16. November 1981 ausgewiesenes Naturschutzgebiet (NSG-Nummer 1.095) unter dem Namen Am Rank (Röhmsee) auf dem Gebiet der Gemeinde Unterensingen im Landkreis Esslingen in Baden-Württemberg.
Gemeinsam mit dem Schülesee bildet der 13 Hektar große Röhmsee eine Schutzgebietsfläche von rund 25 Hektar. Die Seen sind eine überregional bedeutende ökologische Ausgleichsfläche mit gut ausgebildeten Verlandungszonen. Seine Bedeutung hat der Röhmsee als Rastplatz durchziehender Vögel und als Rückzugsraum bedrohter Vogelarten. Als ältester im Flusssystem des Neckars noch bestehender Baggerteich hat er sich zu einem bedeutenden Brutvogelgewässer entwickelt. Unter anderem brüten hier die Zwergrohrdommel, der Sumpfrohrsänger, das Blässhuhn und das Teichhuhn. Als Durchzugs- und Rastgebiet nehmen die Unterensinger Baggerseen eine hervorragende Stellung ein. In dem relativ kleinen Gebiet wurden inzwischen 223 Arten festgestellt.
Das NSG gehört zum Naturraum 106 Filder im  Schwäbischen Keuper-Lias-Land. Es gehört außerdem zum FFH-Gebiet 7321-341 Filder. 